# Parodontomelus stoltzei
Parodontomelus stoltzei är en insektsart som först beskrevs av Johnsen 1983.  Parodontomelus stoltzei ingår i släktet Parodontomelus och familjen gräshoppor. Inga underarter finns listade i Catalogue of Life.